# Václav Brožík

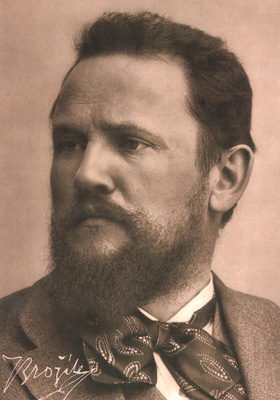
Václav Brožík

Václav Brožík (* 5. März 1851 in Železný Hamr bei Třemošná, Böhmen; † 15. April 1901 in Paris) war ein tschechischer Maler.

## Leben
Václav Brožík studierte ab 1868 an der Akademie der bildenden Künste in Prag bei Emil Lauffer, wo er sein erstes Bild ausstellte. 1871 setzte er seine Studien an der Dresdener Akademie und ab 1873 an der Münchener Akademie fort. Hier wurde er besonders von Carl Theodor von Piloty beeinflusst. Nach einem kurzen Aufenthalt in Prag lebte er ab 1876 in Paris. 1879 unternahm Brožík eine Studienreise in die Niederlande.
Durch die Heirat mit einer Tochter des einflussreichen Pariser Kunsthändlers Charles Sedelmeyer erhielt er Zugang in die höheren Kreise der Stadt. Er pendelte zwischen Paris und Prag, wo er seit 1893 an der Akademie unterrichtete. 1896 wurde er Mitglied der Académie des Beaux-Arts in Paris. 1897 wurde er in den österreichischen Adelstand erhoben. Nach seinem plötzlichen Tod infolge einer Herzerkrankung wurde Brožík auf dem Friedhof Cimetière de Montmartre in Paris beigesetzt.
Václav Brožik war Mitglied der Künstlervereinigung Umělecká beseda. Noch zu Lebzeiten des Künstlers erschien 1893 in den USA eine Briefmarke mit einem Motiv nach einem Bild Brožíks (Columbus soliciting aid of Isabella).
Zu seinen Schülern zählten u. a. der Bildhauer Alois Rieber.

## Bedeutung

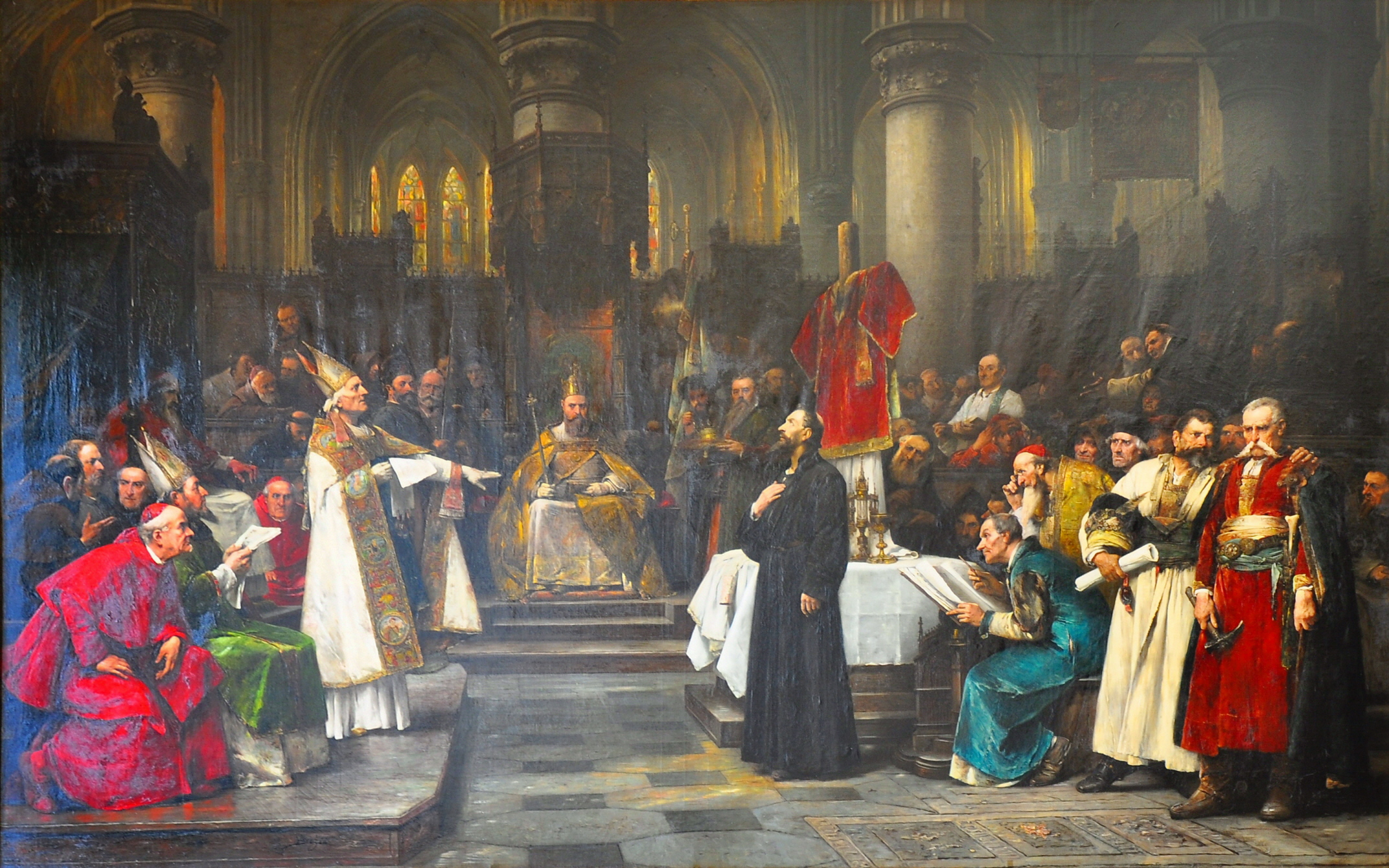
Meister Jan Hus auf dem Konzil von Konstanz, 1883

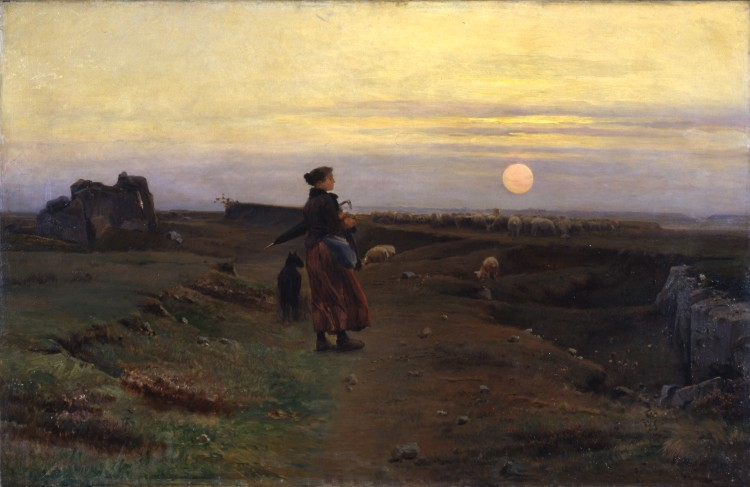
Bretonische Landschaft mit Hirtin, um 1890

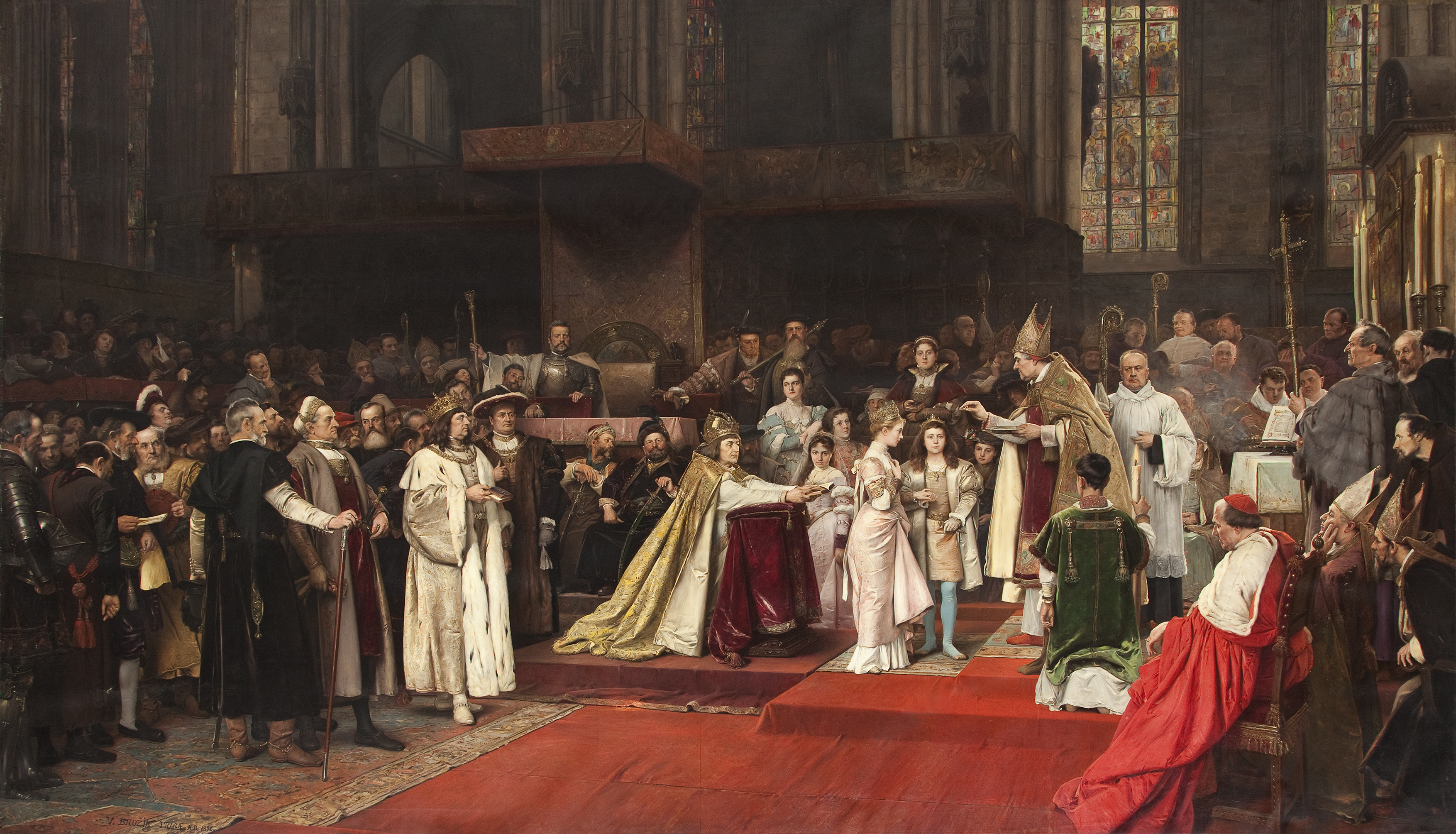
Tu felix Austria nube, 1896, Belvedere, Wien

Václav Brožík war einer der bedeutendsten tschechischen Maler des 19. Jahrhunderts und wichtigster Vertreter der tschechischen Historienmalerei. Seine Historienbilder, hauptsächlich aus der böhmischen Geschichte, waren sehr erfolgreich und sind einem akademischen Malstil verpflichtet. Sein berühmtestes Bild stellt Jan Hus auf dem Konzil von Konstanz dar.

## Werke (Auszug)
- Eva von Lobkowitz besucht ihren Vater im Gefängnis
- Hochzeitszug des Zawisch von Falkenstein mit Kunigunde
- Philippine Welser
- Abschied Přemysl Ottokars II. von seiner Familie vor dem Feldzug nach Österreich
- Die heilige Iria,
- Die Exekution auf dem Weißen Berg
- Der Hochzeitstag der Przemyslidentochter Dagmar mit dem dänischen König Waldemar II. 1204.
- Das Hussitenmädchen
- Die Gesandtschaft des böhmischen Königs Wladislaw Posthumus an den Hof des Königs Heinrich VII. (1879, Berliner Nationalgalerie)
- Die Wahl Georgs von Podiebrad zum Böhmischen König
- Petrarca und Laura
- Ein Fest bei Rubens
- Christoph Kolumbus am Hofe Ferdinands und Isabellas
- Der Balladensänger
- Meister Jan Hus vor dem Konzil zu Konstanz
- Porträt einer Dame (Sammlung Kooperativa, Wiener Städtische Versicherung), um 1880, Öl auf Leinwand, 41 × 27,5 cm
- Tu felix Austria nube, 1896, Belvedere, Wien – Das Gemälde zeigt die Vermählung der Kinder des Jagellonen Wladislaw II, Königs von Böhmen mit den Enkeln des Kaisers Maximilian I. von Habsburg im Auftrage s. Majestät des Kaisers und Königs Franz Josefs I.